# Dicarbonyle de titanocène
Le dicarbonyle de titanocène est un carbonyle de métallocène organotitane de formule chimique Cp2Ti(CO)2, où Cp représente un ligand cyclopentadiényle C5H5. Il s'agit d'un solide pyrophorique de couleur marron, soluble dans les solvants aliphatiques et aromatiques tels que le THF ou le benzène, et qui se dégrade au contact de l'air. On l'utilise pour la désoxygénation des sulfoxydes, le couplage réducteur des aldéhydes aromatiques et la réduction des aldéhydes.
On peut l'obtenir par réduction du dichlorure de titanocène Cp2TiCl2 en présence de magnésium en suspension dans le THT sous atmosphère de monoxyde de carbone :
(η5-C5H5)2TiCl2 + Mg + 2 CO ⟶ (η5-C5H5)2Ti(CO)2 + MgCl2.
Le dicarbonyle et le dichlorure de titanocène ont une géométrie tétraédrique à l'instar de leurs composés apparentés à base de zirconium et d'hafnium. Le dicarbonyle de titanocène a été préparé à partir du dichlorure de titanocène par réaction avec le cyclopentadiénure de sodium Na(C5H5) sous atmosphère de monoxyde de carbone.
La structure du Cp2Ti(CO)2 a été confirmée par cristallographie aux rayons X.